# Краснопілля (Голованівський район)
Краснопі́лля (МФА: [krɐsn̪oˈpʲiʎːɐ] ( прослухати)) — село в Голованівській громаді Голованівського району Кіровоградської області України. Населення становить 280 осіб.

## Населення
Згідно з переписом УРСР 1989 року чисельність наявного населення села становила 380 осіб, з яких 160 чоловіків та 220 жінок.
За переписом населення України 2001 року в селі мешкало 280 осіб.

### Мова
Розподіл населення за рідною мовою за даними перепису 2001 року:
| Мова       | Відсоток |
| ---------- | -------- |
| українська | 98,93 %  |
| російська  | 0,71 %   |
| білоруська | 0,36 %   |